# Storbritanniens riksdelar

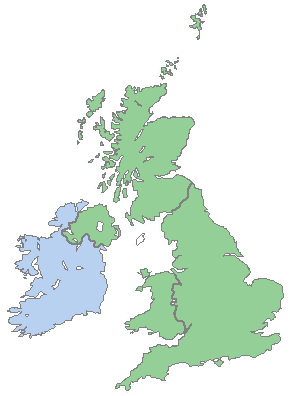
Storbritannien består av fyra riksdelar eller constituent countries (gröna områden).

Storbritanniens riksdelar (engelska constituent countries, constituent parts eller constituent units) är fyra till antalet: England, Wales, Skottland och Nordirland. 

## Bakgrund
England och Wales har ett gemensamt lagsystem, medan de andra två riksdelarna av historiska skäl är separata i det avseendet. Storbritanniens parlament har överlåtit viss lagstiftningsmakt till lagstiftande församlingar i Wales, Skottland och Nordirland; riksdelen England har dock ingen separat lagstiftande församling. De lagstiftande församlingarna i Nordirland, Skottland och Wales väljer i sin tur verkställande organ som leds av en försteminister (t.ex. Skottlands försteminister) som formellt tillsätts av den brittiska monarken.
Det förekommer också att "constituent countries" översätts till "konstituerande länder"[källa behövs]. Precis som på svenska kan constituent både vara adjektiv och substantiv. Det svenska verbet konstituera betyder dock oftast instifta, medan det engelska constitute ofta används i betydelsen tillsammans utgöra. I uttrycket constituent countries används ordet som "beståndsdel". Att tala om konstituerande områden, konstituerande republiker o.s.v. är ovanligt på svenska, men det har förekommit. Man kan till exempel beskriva Europeiska unionens medlemsstater som EU:s konstituerande stater[källa behövs].
| Riksdel    | Flagga            | Area        | Invånare   | Huvudstad |
| ---------- | ----------------- | ----------- | ---------- | --------- |
| England    | Englands flagga   | 130 395 km² | 52 234 000 | London    |
| Skottland  | Skottlands flagga | 78 772 km²  | 5 327 700  | Edinburgh |
| Wales      | Wales flagga      | 20 770 km²  | 3 006 400  | Cardiff   |
| Nordirland |                   | 13 843 km²  | 1 810 863  | Belfast   |